# Puig de Maria
El Puig de Maria és una muntanya que es troba devora el poble de Pollença, a Mallorca. Té una altura de 385 metres (altres fonts diuen 321 m) i al seu cim hi ha un restaurant i una hostatgeria, així com diverses construccions antigues.